# Otón II de Baden-Hachberg
Otón II de Baden-Hachberg (m. en 1418) fue  margrave de Baden-Hachberg y señor de Höhingen desde 1410 hasta 1415.

## Biografía
Otón II era hijo de Hesso de Baden-Hachberg y de Inés de Geroldseck, descendiente de la rama de los señores de Geroldseck. Según las fuentes disponibles ni se casó ni tuvo descendencia masculina que lo heredase. Tras la muerte de su tío Juan de Baden-Hachberg en 1409, de la de su padre Hesso al año siguiente, así como de la desaparición prematura de sus hermanos mayores, Enrique y Hesso, Otón II quedó como único heredero del margraviato en 1410.
Fuertemente endeudado y sin heredero, Otón I buscó quien le comprase sus dominios. Propuso un acuerdo sucesorio con su primo, Rodolfo III de la rama Sausenberg que descendía, como él, de Enrique I de Baden-Hachberg, hijo menor de Germán IV de Baden. Fue, sin embargo, su primo más lejano, Bernardo I de Baden, descendiente de Germán V de Baden, quien hizo la adquisición del margraviato de Hachberg el 25 de julio de 1415 por una suma de 80.000 gulden renanos. A pesar de esta cesión, Otón II siguió llevando hasta la muerte en 1418 el título de «margrave de Hachberg» y conservó el castillo de Höhingen que quedó como su residencia hasta el fin de su vida. La casa de Baden-Hachberg desapareció con él.